# 王明
王 明（おう めい、1904年4月9日 - 1974年3月27日）は、中華民国の政治家。一時期中国共産党の最高指導権を掌握したが、毛沢東との権力闘争に敗北。中華人民共和国成立から程なくしてモスクワに事実上亡命した。本名は陳 紹禹（ちん しょうう）。

## 生涯
武昌大学在学中に青年共産同盟に加入し、1925年に中国共産党に入党した。モスクワ中山大学に留学し、中国共産党モスクワ支部を指導した。また、同時期にモスクワに留学していた蔣介石の息子の蔣経国を執拗に攻撃し続け、蔣経国はモスクワ近郊の貧しい農村、アルタイ金鉱、そしてスヴェルドロフスクのウラル重機械工場で働かされる羽目になった。さらには故郷の母のもとへ、父である蔣介石を罵倒し、共産党を擁護する手紙を蔣経国に無理やり書かせようとした。これは、蔣経国から相談を受けたソ連当局が王明の指示は好ましくないものであるとの見解を示し、蔣経国は改めて自ら手紙を書いたが、王明は上記の内容の手紙の下書きを勝手に送り、その内容はプラウダやニューヨーク・タイムズに掲載されてしまった。
1930年に帰国。当時の最高指導者であった李立三を批判し、党の最高指導権を握った。
1931年、ソ連からコミンテルン中国代表に指名されたが、1935年1月の遵義会議以後次第に毛沢東に主導権を奪われ、1942年からの整風運動でほぼ完全に党内の影響力を失った。
1943年春、権力奪還を計画。コミンテルンを通して毛沢東を押さえ込む目的で、密かにソ連行きを画策したが、5月にコミンテルンが解散したため計画は失敗した。
1945年、中国共産党第七回大会で、下から二番目の序列で中央委員に選出された（最下位は博古）。
中華人民共和国建国後は政務院政治法律委員会主任としてさまざまな法律の制定に貢献した。1956年、中国共産党第八回大会で最下位で中央委員に選出された。
1956年に「病気治療」の名目でソ連に出国、中ソ対立が激化しても帰国せず1969年の中国共産党九回大会で中央委員からも罷免されて事実上亡命することとなった。モスクワで逝去。